# Alessia Mazzaro
Alessia Mazzaro (Tradate, 19 settembre 1998) è una pallavolista italiana, centrale della Black Angels Perugia.

## Carriera

### Club
La carriera di Alessia Mazzaro comincia nella stagione 2012-13 quando viene ingaggiata dal Cistellum di Cislago, in Serie B2. Nella stagione 2014-15 passa alla Pro Victoria, sempre in Serie B2, mentre nella stagione successiva viene aggregata alla prima squadra che disputa la Serie A2, con cui ottiene la promozione in Serie A1.
Nella stagione 2016-17 veste la maglia del Filottrano, sempre in serie cadetta, con cui vince la Coppa Italia di categoria e ottiene una nuova promozione in Serie A1, divisione dove debutta con lo stesso club nell'annata 2017-18.
Nella stagione 2018-19 si accasa alla Savino Del Bene di Scandicci, mentre in quella successiva difende i colori del Chieri '76, con cui vince la WEVZA Cup 2022 e la Challenge Cup 2022-23.
Dopo quattro annate in Piemonte, per la stagione 2023-24 firma per il Firenze e in quella successiva con l'AGIL, aggiudicandosi la Coppa CEV, mentre nell'annata 2025-26 si accorda con la Black Angels Perugia, sempre in Serie A1.

### Nazionale
Nel 2015 ottiene le convocazioni nella nazionale italiana under 18, conquistando la medaglia d'oro al campionato mondiale, e nel 2016 sia in quella under 19 che in quella under 23.
Nel 2021 ottiene le prime convocazioni nella nazionale maggiore, con cui vince, nello stesso anno, la medaglia d'oro al campionato europeo, mentre, in quello successivo, si aggiudica l'oro ai XIX Giochi del Mediterraneo.

## Palmarès

### Club
- Coppa Italia di Serie A2: 1

2016-17
- Coppa CEV: 1

2024-25
- Challenge Cup: 1

2022-23
- WEVZA Cup: 1

2022

### Nazionale (competizioni minori)
- Campionato mondiale under 18 2015
- Giochi del Mediterraneo 2022